# Canton de Toulon-1
Le canton de Toulon-1 est une circonscription électorale française située dans le département du Var et la région Provence-Alpes-Côte d'Azur.

## Géographie
Ce canton est organisé autour de Toulon dans l'arrondissement de Toulon.

## Histoire
Le canton est créé par la loi du 8 juillet 1901, lors du redécoupage de la ville en quatre cantons. Toulon était auparavant divisée entre les cantons de Toulon-Est et de Toulon-Ouest.
Il a été modifié par le décret du 2 août 1973 créant les cantons de Toulon 5, 6, 7, 8 et 9.
Par décret du 27 février 2014, le nombre de cantons du département est divisé par deux, avec mise en application aux élections départementales de mars 2015. Le canton de Toulon-1 est conservé et voit ses limites territoriales remaniées.

## Représentation

### Conseillers généraux de 1901 à 2015
| Période | Période      | Identité                                        | Étiquette          | Qualité |
| ------- | ------------ | ----------------------------------------------- | ------------------ | --- |
| 1901    | 1913         | Marius Escartefigue                             | SFIO puis Soc.ind. | Ingénieur civil à Toulon Président du Conseil Général, ancien conseiller général du Canton de Toulon-Ouest (1898-1901)     |
| 1913    | 1927 (décès) | Prosper Ferrero                                 | SFIO               | Journaliste Maire de Toulon (1893-1897) Député (1898-1910) Ancien conseiller général du Canton de Toulon-Ouest (1895-1897) |
| 1927    | 1937         | Marius Escartefigue                             | Ind. puis PRS      | Ingénieur civil Député (1928-1932 et 1936-1940) Maire de Toulon (1929-1940)                                                |
| 1937    | 1940         | Gaudien Bartoli                                 | SFIO               | Principal de l'enregistrement à Toulon, conseiller d'arrondissement                                                        |
|         |              |                                                 |                    | |
| 1943    | 1945         | Albert Coulon                                   |                    | Ingénieur Général mécanicien de la Marine Maire de Toulon (1940-1944) Nommé conseiller départemental en 1943               |
|         |              |                                                 |                    | |
| 1945    | 1958         | Dominique Barcelon                              | PCF                | Ouvrier à l'Arsenal |
| 1958    | 1973         | Jean Vitel                                      | UNR puis DVD       | Médecin Député (1958-1962)                                                                                                 |
| 1973    | 1998 (décès) | Fabien Fogacci                                  | UDF                | Dentiste Adjoint au Maire de Toulon                                                                                        |
| 1998    | 2001         | Michel Clément                                  | DVG                | Avocat |
| 2001    | 2015         | Jean-François Fogacci (neveu de Fabien Fogacci) | DVD                | Administrateur territorial                                                                                                 |

### Conseillers d'arrondissement (de 1901 à 1940)
| Période                                  | Période | Identité                    | Étiquette                     | Qualité |
| ---------------------------------------- | ------- | --------------------------- | ----------------------------- | --- |
| 1901                                     |         | Sylvain Thurin              | SFIO puis Radical indépendant | Ouvrier, Président du Conseil d'arrondissement                                                              |
| ?                                        |         | M. Charbonnier              | Socialiste                    | |
| 1919                                     | 1934    | Jules Graziani              | SFIO puis DVG                 | Représentant de commerce à Toulon                                                                           |
| 1934                                     | 1937    | Gaudien Bartoli (1896-1968) | SFIO                          | Principal de l'enregistrement à Toulon                                                                      |
| 1937                                     | 1940    | Octave Gondran              | SFIO                          | Cheminot Révoqué par le Gouvernement de Vichy le 12 décembre 1941                                           |
| 1940                                     |         |                             |                               | Les conseils d'arrondissement ont été suspendus par la loi du 12 octobre 1940 et n'ont jamais été réactivés |
| Les données manquantes sont à compléter. |         |                             |                               | |

### Conseillers départementaux depuis 2015
| Période élective | Période élective | Mandat | Mandat   | Identité          | Nuance | Nuance | Qualité |
| ---------------- | ---------------- | ------ | -------- | ----------------- | ------ | ------ | --- |
| 2015             | 2021             | 2015   | 2021     | Robert Cavanna    |        | LR     | Maître de conférences à l’Université du Sud Toulon-Var 2e Adjoint au maire de Toulon, délégué aux affaires juridiques, aux Contentieux, aux Contrats publics et à l'Enseignement supérieur Ancien conseiller général du Canton de Toulon-5 (2004-2015) 3e vice-président du Conseil départemental du Var |
| 2015             | 2021             | 2015   | 2021     | Manon Fortias     |        | DVD    | Conseillère municipale de Toulon déléguée à l'Éducation Elue dans le Canton de Toulon-3 |
| 2021             | 2028             | 2021   | en cours | Josée Massi       |        | LR     | Maire de Toulon depuis 2023 |
| 2021             | 2028             | 2021   | en cours | Christophe Moreno |        | LR     | Adjoint au maire de Toulon, député suppléant |

### Résultats détaillés

#### Élections de mars 2015
À l'issue du 1er tour des élections départementales de 2015, deux binômes sont en ballottage : Robert Cavanna et Manon Fortias (Union de la Droite, 44,35 %) et Laure Lavalette et Amaury Navarranne (FN, 36,08 %). Le taux de participation est de 43,57 % (11 751 votants sur 26 970 inscrits) contre 49,77 % au niveau départemental et 50,17 % au niveau national.
Au second tour, Robert Cavanna et Manon Fortias (Union de la Droite) sont élus avec 62,52 % des suffrages exprimés et un taux de participation de 43,6 % (6 915 voix pour 11 760 votants et 26 970 inscrits).

#### Élections de juin 2021
Le premier tour des élections départementales de 2021 est marqué par un très faible taux de participation (33,26 % au niveau national). Dans le canton de Toulon-1, ce taux de participation est de 29,47 % (7 054 votants sur 23 934 inscrits) contre 33,03 % au niveau départemental. À l'issue de ce premier tour, deux binômes sont en ballottage : Josée Massi et Christophe Moreno (LR, 42,03 %) et Amaury Navarranne et Marcelle Sabarly (RN, 36,88 %).
Le second tour des élections est marqué une nouvelle fois par une abstention massive équivalente au premier tour. Les taux de participation sont de 34,36 % au niveau national, 36,4 % dans le département et 32,94 % dans le canton de Toulon-1. Josée Massi et Christophe Moreno (LR) sont élus avec 61,5 % des suffrages exprimés (4 614 voix pour 7 885 votants et 23 937 inscrits),,. 

## Composition

### Composition de 1973 à 2015

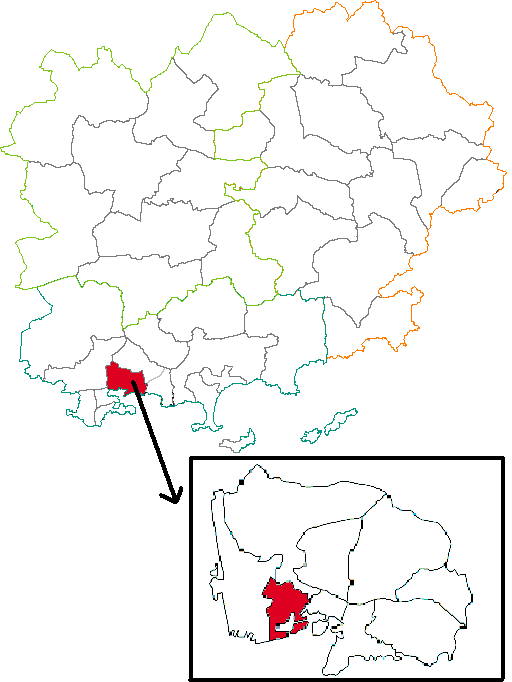
Situation du canton de Toulon-1 dans le Var de 1973 à 2015.

Le canton de Toulon-1 comprenait la portion de territoire de la ville de Toulon déterminée par l'axe des voies ci-après : au Nord, ligne allant de l'intersection de l'impasse Taradel et du quai du Commandant-Rivière au point de jonction du chemin du Temple et de la voie ferrée, voie ferrée, boulevard Flamenq, rue Bossuet, rue Thiers, rue Saint-Laurent, avenue de l'Élysée, rue du Roi-René, avenue du Général-Noguès et boulevard du Maréchal-Foch, à l'Est, place Jurien-de-la-Gravière et allée Castigneau, au Sud, l'Arsenal, avenue d'Estienne-d'Orves, carrefour Bon-Rencontre et boulevard du Général-Brosset, et à l'Ouest, quai du Commandant-Rivière (jusqu'à l'intersection avec l'impasse Taraclel).

### Depuis 2015
| Nom                            | Code Insee | Intercommunalité                       | Superficie (km2) | Population (dernière pop. légale)                 | Densité (hab./km2) | Modifier                                    |
| ------------------------------ | ---------- | -------------------------------------- | ---------------- | ------------------------------------------------- | ------------------ | ------------------------------------------- |
| Toulon (bureau centralisateur) | 83137      | Métropole Toulon-Provence-Méditerranée | 42,84            | Fraction : 52 697 (2022) Commune : 180 834 (2022) | 4 221              | modifier les données · modifier les données |
| Canton de Toulon-1             | 8319       |                                        |                  | 52 697 (2022)                                     |                    | modifier les données                        |

Le canton est composé de la partie de la commune de Toulon située au sud d'une ligne définie par l'axe des voies et limites suivantes : depuis la limite territoriale de la commune d'Ollioules, ligne de chemin de fer longeant l'emprise de la base navale de Toulon, cours du Las, avenue Aristide-Briand, autoroute A 50, avenue des Fusiliers-Marins, avenue du Quinzième-Corps, avenue du Ier-Bataillon-de-Choc, rue Serre, rue de Lyon, boulevard du Docteur-François-Fénelon, rue Curie, rue Sagnes, rue Gorlier, place Martin-Bidoure, rue Bossuet, place Parmentier, rue Bossuet, rue Lacordaire, boulevard Flamenq, voie de chemin de fer, pont Louis-Armand, avenue de la Victoire-du-8-Mai-1945, rue Alexandre-Borelly, chemin de Ronde, rue Francis-Garnier, corniche Marius-Escartefigue, route du Faron, passage Michel-Berthèle, avenue du Val-Fleuri, avenue de Siblas, boulevard Raynouard, avenue du Vert-Coteau, rue Cap-Aniort, rue du Commandant-Morazzani, voie de chemin de fer, boulevard des Acacias, rue Bernard-Palissy, rue du Général-Caillet, boulevard du Maréchal-Joffre, rue Brusquet, avenue Benoît-Malon, avenue d'Orient, croisement entre l'avenue d'Orient et la rue de Suez, ligne droite jusqu'à l'avenue du Général-Weygand, avenue Alphonse-Juin, boulevard Léon-Bourgeois, rue de l'Amiral-Nomy, rond-point Henri-Fabre, avenue du 3e-Régiment-de-Tirailleurs-Algériens, quai Marcel-Pagnol, avenue Pierre-Loti, avenue du 21e-Régiment-d'Infanterie-Coloniale, avenue du Maréchal-de-Lattre-de-Tassigny, place du Docteur-Horace-Cristol, boulevard Bazeilles, rue Marius-Lazare-Riolfo, rue du Président-Robert-Schuman, rue Marc-Baron, rue du Commandant-Infernet, place du Commandant-Pascal-Laurenti, rue du Commandant-Infernet, allée du Lieutenant-Colonel-Carmi, avenue du Maréchal-de-Lattre-de-Tassigny, rue de l'Amiral-Jaujard, place Louis-Pasteur, rue Léon-Reboul, rond-point du Général-Bonaparte, avenue de la République, ligne droite passant par l'extrémité du quai de la Sinse, jusqu'au littoral.

## Démographie

### Démographie avant 2015
| 1962 | 1968 | 1975 | 1982 | 1990   | 1999   | 2006   | 2011   | 2012   |
| ---- | ---- | ---- | ---- | ------ | ------ | ------ | ------ | ------ |
| -    | -    | -    | -    | 10 959 | 11 005 | 11 660 | 11 166 | 11 594 |

### Démographie depuis 2015
En 2022, le canton comptait 52 697 habitants, en évolution de +7,34 % par rapport à 2016 (Var : +4,98 %, France hors Mayotte : +2,11 %).
| 2013   | 2018   | 2022   |
| ------ | ------ | ------ |
| 46 591 | 51 041 | 52 697 |